# Акутан (вулкан)
Акутан — действующий вулкан, расположенный на одноимённом острове, состоящий в архипелаге Алеутских островов, входящих в состав штата Аляска, США.
Акутан — стратовулкан, высотой 1303 метра. Акутан расположен в кальдере диаметром 2 километра и глубиной 365 метров. Вулкан состоит из 2 конусов. Сама кальдера в которой находится вулкан была сформирована 1600 лет тому назад. Возле вулкана находится 3 небольших вулканических озера. В настоящее время активен более высокий конус вулкана с редкими выбросами лавы на поверхность. В самом кратере большего конуса вулкана наблюдается фумарольная активность. К северо-востоку от вулкана есть горячие источники. Старые магматические породы вулкана относятся к андезитам, более молодые к базальтам.
Начиная с 1790 года вулкан извергался более 35 раз. Извержения вулкана имеют как правило умеренный характер и длятся не более нескольких недель. Извержения сопровождаются выбросом вулканического пепла, вулканических бомб, образованием пирокластических и лавовых потоков, лахарами, камнепадом. В результате извержения более низкого конуса вулкана в 1852 году площадь острова увеличилась. Во время извержения 1978 года лавовые потоки Акутана чуть не достигли вод Тихого океана. Выше всего вулканический пепел поднялся в результате извержения вулкана в 1991 году — на 4500 метров. Последний раз вулкан дал о себе знать 18 декабря 1992 года незначительными взрывными действиями из конуса вулкана и выбросами пара из боковых трещин склона вулкана. В период с 1992 по 1996 года наблюдалась слабая сейсмоактивность, которая дала вновь о себе вновь в марте 2012 года. Тогда у вулкана наблюдался незначительный выброс пара.
Рядом с вулканом живут потомки местного населения и занимаются переработкой рыбы.